# Gubinek
Gubinek (niem. Gubinchen, łuż. Gubink) – wieś w Polsce położona w województwie lubuskim, w powiecie krośnieńskim, w gminie Gubin, koło Gubina, leży nad Nysą Łużycką przy drodze nr 32.
W latach 1975–1998 miejscowość administracyjnie należała do województwa zielonogórskiego.
Po raz pierwszy miejscowość była wspomniana w dokumentach w roku 1479 pod nazwą (niem. Gubbinchen). Jako osada Gubinek należał do klasztoru benedyktynek w Guben. We wcześniejszym okresie można było w Gubinku przejść po drewnianym tzw. "moście z pali" na drugą stronę Nysy. Jest to wieś ulicowo – placowa z XV wieku. Plan wsi rozbudowany – wielodrożnica. Zabudowa zwarta. W 1819 roku wieś liczyła 35 zagród.
Od 12 czerwca do 18 września 1945 roku w okolicach Gubinka granicę ochraniała 7 kompania piechoty ppor. Jana Buczkowskiego z 38 pułku piechoty.
Miejscowość leży przy linii kolejowej nr 275 Wrocław Muchobór – Gubinek (granica państwa), gdzie znajdowało się kolejowe przejście graniczne do Guben (Niemcy). Od roku 1986 linia ta na odcinku Lubsko – Gubinek jest nieczynna i częściowo rozebrana.
Drogowe przejście graniczne jest w następnej wsi Sękowice błędnie podawane jako Gubinek.

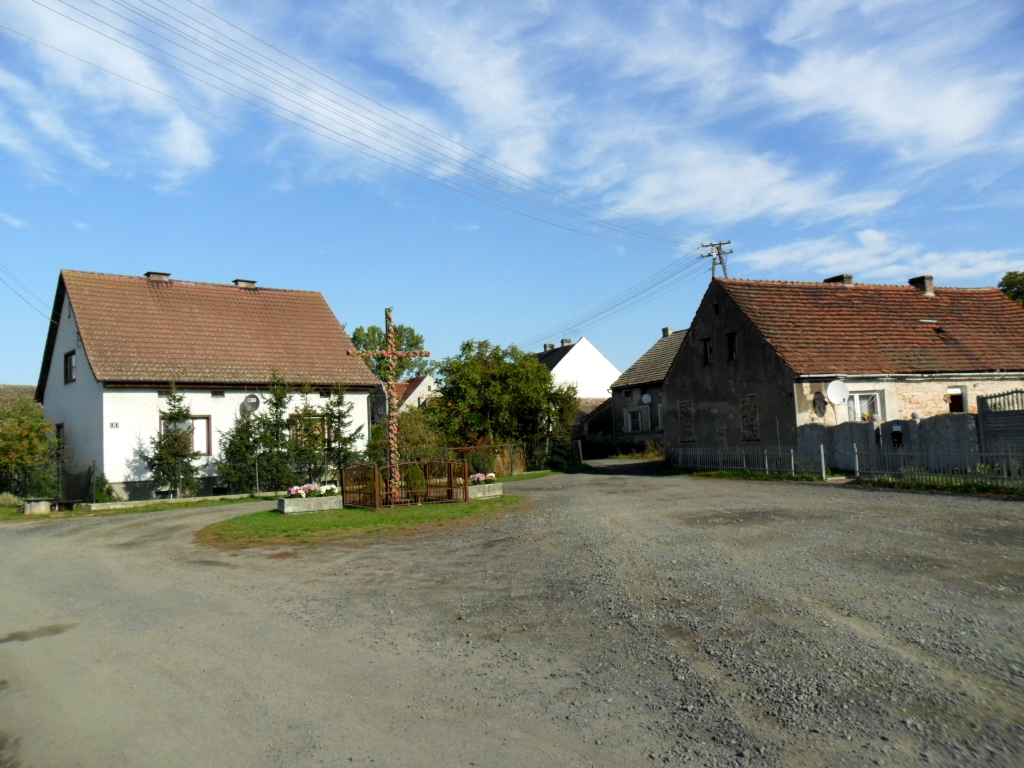
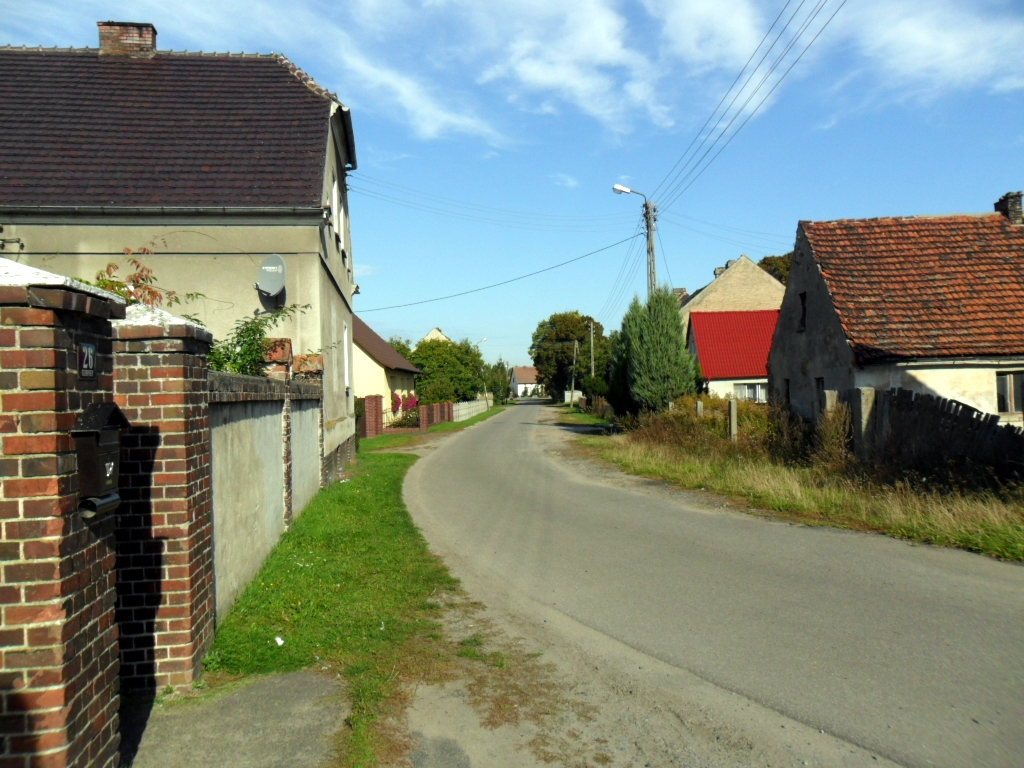